# Авіація у Бєльцях
Авіація в Бєльцях є частиною історії розвитку суспільства міста Бєльці (Молдавія) з початку XX століття з 9 аеродромами, які історично належать до Бєльців.
Бєльці є один із двох центрів цивільної авіації, а в минулому - центром військової авіації Молдови. Під час Другої світової війни головну військово-повітряну базу в Бельцах у Сінгуренах обслуговували 5 передових авіабаз: 2 в МРСР і 3 в УРСР. 
У галузі цивільної авіації, Бєльці, разом із Кишиневом, стали одним із перших пунктів призначення в мережі пасажирських маршрутів румунської цивільної авіації. За радянських часів у Молдові існувало два авіаційні загони: Бельцький і Кишинівськийи. Бєльці - єдине місто Молдові, де функціонували одночасно два аеропорти: Аеропорт Бєльці-Місто і Міжнародний аеропорт «Бєльці-Лядовени» - цей аеропорт, будучи останнім новим аеропортом, збудованим у Молдові з новою ЗПС, у географічному розташуванні з кращими метеоумовами порівняно з багатьма аеропортами в регіоні. Крім Кишинева, в Молдові, тільки з Бєльц виконувалися регулярні пасажирські рейси на літаках типу Ту-134.
Бєльці стали центром військової авіації Молдови одразу після анексії Бессарабії, коли 1940-го до Бєльців із Кіровограда бул переміщен Іап-55. У 1941 Операція «Барбаросса» розпочався з атаки бельцького військового аеродрому в Сінгуренах, де було знищено радянські літаки в перші дні воєнних дій, а також з подальшого використання аеродрому в Сінгуренах німецькими ескадрами, зокрема Гайдріхом, для плану Барбаросса. Також Бєльці стали стартовим майданчиком для таких асів авіації, як Олександр Покришкін, Райнхард Гейдріх, а також для одних із найрезультативніших пілотів Другої світової війни, як Рудольф Шмідт, Григорій Речкалов. Надя Руссо з Білої ескадрильї здійснювала санітарні рейси в і з Бельц. На Бєльцьких аеродромах були розташовані один радянський винищувальний полк, три німецьких винищувальних і бомбардувальних полки, частково ескадра Білої ескадрильї. У 1944 році з Бєльц було вперше здійснено безпересадковий політ до Барі на Як-9Д.

## Історія
Авіаційна діяльність у Бельцях та передмістях Бельц історично бере початок у період Румунського королівства та під час Другої Світової війни. Якщо цивільна авіація розвивалася в Бельцях до і після Другої світової війни, то період розвитку військової авіації зосереджено на епоху Другої світової війни.

### Період Румунського королівства

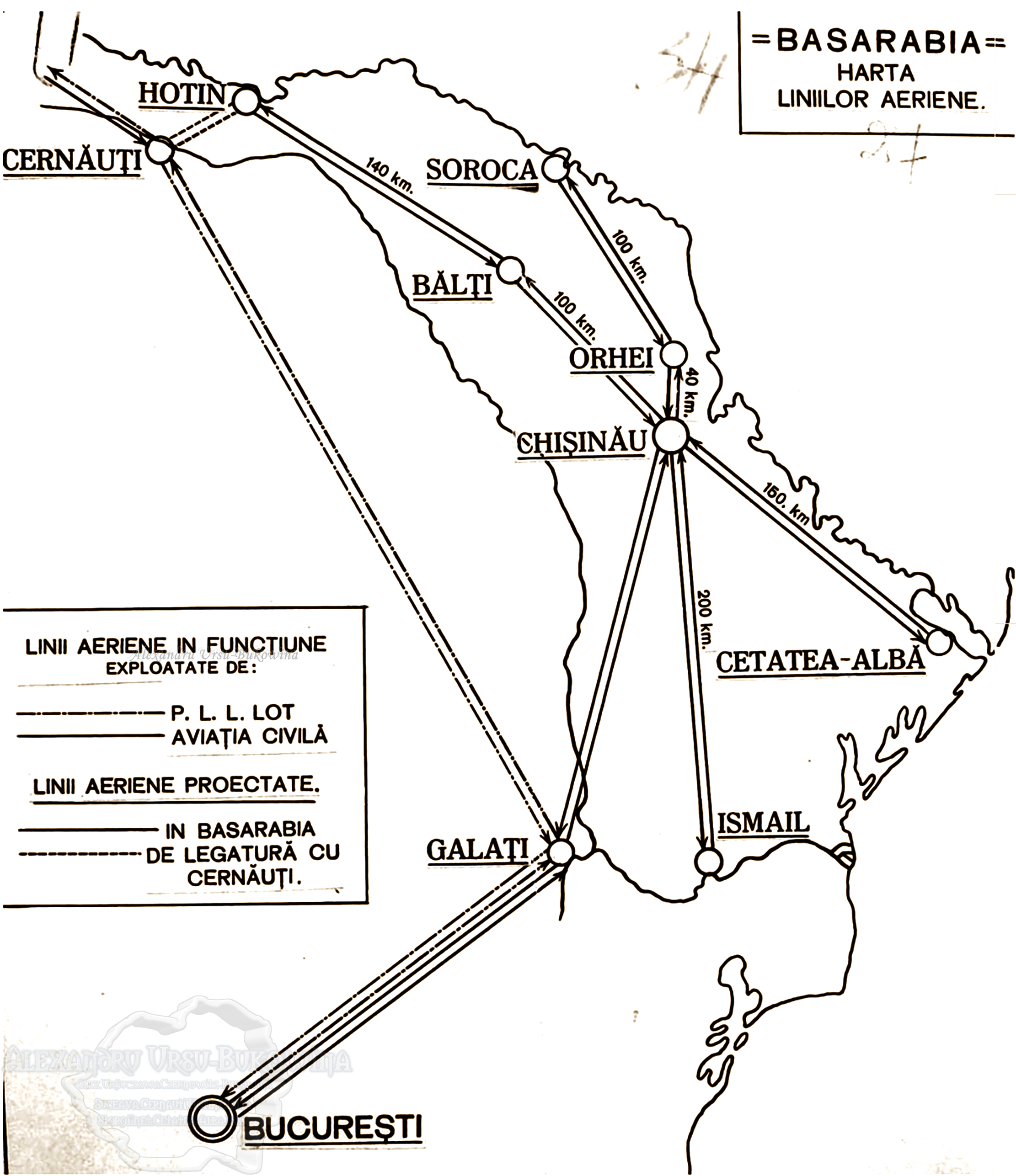

1 червня 1922 року перший літак (de Havilland DH.9) розпочав далекий рейс 410 кілометрів (250 миль): Бухарест — Галац — Кишинів.
Перші пасажирські рейси до Бєльців почалися 24 червня 1926, на рейсі Бухарест-Галац-Кишинів-Бельці.  Рейси виконувала компанія Compagnie Franco-Roumaine de Navigation Aérienne - CFRNA, яка пізніше називалася після реструктуризації LARES і далі TAROM . Аеропорт знаходився в приміському селі з Бєльцями в Сінгуренах разом з аеродромом вздовж міського озера. 10-місний літак Farman F.60 Goliath — F.168Bn4 на моторах Armstrong Siddeley Jaguar почав виконувати внутрішні рейси в травні 1928 за маршрутом Бухарест-Галац-Кишинів-Бельці. У той час літаки використовувалися для перевезення пасажирів, газет і пошти.
Перші регулярні комерційні пасажирські рейси планувалися за маршрутом з Бельц до Хотина та Кишинів компанією CFRNA (LARES) у період між Першою та Другою світовими війнами. Один з перших спеціальних пасажирських рейсів, що виконуються в Бєльці, був спеціальний рейс 28 жовтня (або 28 листопада) 1930 року організований Адміністрацією Громадянської Авіації Румунії для того, щоб вибрати відповідні земельні ділянки для аеродромів і для маркетингу цивільної авіації в широкі верстви населення.
Що стосується рейсу Кишинів - Бєльці - Хотін, зупинка в північній столиці Бессарабії в Бєльцях була вирішена з урахуванням важливості значення центру Бєльц для північної частини Бессарабії. Так, за словами доктора в праві Михайла Ташка, «відстань у 240 км між Кишиневом та Хотином мала бути подолана за одну годину і 40 хвилин, а зворотний рейс — за три години 20 хвилин. Зліт із Кишинева був запланований на 6.10, а посадка в Бєльцях була запрограмована на 6.50. У Бєльцях після 20-хвилинної перерви о 7.10 літак вилітав до Хотіна і прибував о 8.10.
Повернення до Бєльців було встановлено на 10:00, куди літак прибував за годину, тобто об 11 годині ранку. Потім була перерва в кілька годин, тому що виліт у Кишинів був запрограмований о 18.00, а прибуття в Кишинів - о 19.00. Для рейсу Кишинів — Бельці — Хотин ціна квитка була: до Бельц 500 леїв (100 км х 4 + 100) та від Бельц до Хотина 600 леїв, загалом — 1 100 леїв. Вартість рейсу на повному маршруті становила 4 071 леев».[4]
1937 року був регулярний рейс за маршрутом — Білгород-Дністровський — Кишинів — Бєльці.
У 1940 році, LARES виконувала щоденний рейс Бельці - Кишинів - Ясси - Галац - Бухарест (номер рейсу 2116).
У міжвоєнний період Бєльці був пов'язаний з Бухарестом завдяки регулярним рейсам.
У 1936 році, Надя Руссо (1901-1988), була однією з перших жінок пілотів у Румунії, російського походження з білих росіян, яка отримала ліцензію пілота. Надя Руссо поверталася в Бєльці в 1941 разом із Білою Ескадрильєю.[5][6]
Протягом Другої світової війни, Бєльці став центром авіаційної діяльності в Бессарабії з п'ятьма розташуваннями ЗПС в і навколо міста Бєльц (включаючи аеродроми підскоку) з найвідомішими світовими асами авіації та відомими військовими, що борються в небі над Бєльцями з одного боку від Jagdgeschwader 77 та з іншого сторони від ІАП 55, саме Олександр Покришкін[7] і Райнхард Гейдрих.

Гейдріх розпочав Операцію Барбаросса з німецької авіаційної бази біля Бельц (Молдова) (Бессарабія), яка після річної присутності в радянській юрисдикції після ультиматуму наданого Румунії від Сталіна в 1940-му році про передачу СРСР Бессарабії, повернулася знову під юрисдикцію. На німецькій авіабазі в Сінгуренах, навпроти сьогоднішнього Міжнародного Аеропорту Бельці-Лядовени в Корлатенах, базувалися різні німецькі бомбардувальні авіаполки (Kampfgeschwader), а саме нр. 77 [8]:
Незважаючи на те, що шеф Гейдріха Гіммлер багато разів забороняв літати Гейдріху, Гейдріх опинився в таємниці в СРСР знову на старті до початку Операції Барбаросса: з його приватним -109]] він опинився з JG 77 на базі в Бельцях (Belzy) у Молдові.

### Друга світова війна

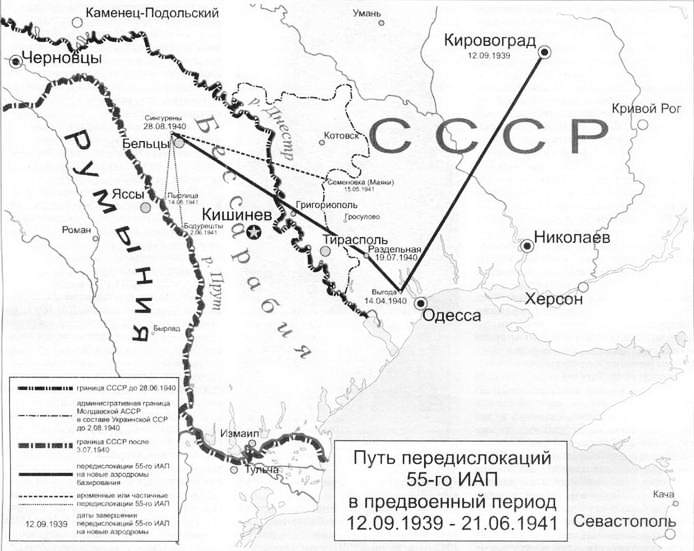
Передислокація ІАП-55 в аеродроми Бельц та аеродроми підскоку аеродромам Бельц між 12 вересня 1939 року та 21 червня 1942 року

Після прибуття радянських військово-повітряних сил до Бессарабії (з його різними ЗПС), Аеропорт Бельці-Місто служив як військовий аеропорт. Наступні фотографії були зроблені в червні - липні 1940 до і після того, як військово-повітряні сили Німеччини атакували і окупували Аеропорт Бєльці Місто або скоріше різні ЗПС у Бєльцях та в його окрузі.[10] (Див. стор. 21)
Військова історія Аеропорту Бєльці Місто, мабуть, починається з того, що аеродроми, розташовані приблизно в п'яти різних місцях у Бєльцях та передмістях, зокрема й місця розташування додаткових аеродромів підскоку в Семенівці, у Сінгуренах та в Пирліці (поряд із молдавсько-румунським кордоном у районі Унгена), слугували початковою основною базою для радянських 55-го винищувального авіаційного полку (28. 08.1940 - 07.03.1942) / 16-го гвардійського винищувального авіаційного полку (07.03.1942 - 10.04.1942), які входили до складу 20-ї радянської змішаної авіаційної дивізії під час Другої світової війни. Авіаційний полк переїхав у Бєльці 1940 року з Кіровограда (Україна) після анексії Бессарабії СРСР. Тричі Герой Радянського Союзу Олександр Покришкін, двічі Герої Радянського Союзу Григорій Речкалов і Олександр Клубов розпочали свій військовий шлях у цьому полку, а також 17 льотчиків, які стали Героями Радянського Союзу[11].

## Аеропорти Бєльц
У Бєльцях та окрузі локалізовано 9 місцерозташувань різних аеродромів та аеропортів: 
| Тип                                                | Розташування                                              | Період                        | Юрисдикція                                               |
| -------------------------------------------------- | --------------------------------------------------------- | ----------------------------- | -------------------------------------------------------- |
| цивільний (основна база Бєльц)                     | уздовж центрального/міського озера Бєльц (str. Sportului) | Міжвоєнний період             | Румунія                                                  |
| військовий (основна база Бєльц)                    | Сінгурень                                                 | Друга світова війна           | Радянський Союз ( Молдавська РСР), Румунія и Третій Рейх |
| військовий (передова авіабаза основної бази Бєльц) | Пирліца                                                   | Друга світова війна           | Радянський Союз ( Молдавська РСР)                        |
| військовий (передова авіабаза основної бази Бєльц) | Болдурешть                                                | Друга світова війна           | Радянський Союз ( Молдавська РСР)                        |
| військовий (передова авіабаза основної бази Бєльц) | Маяки                                                     | Друга світова війна           | Радянський Союз ( Українська РСР)                        |
| військовий (передова авіабаза основної бази Бєльц) | Семенівка                                                 | Друга світова війна           | Радянський Союз ( Українська РСР)                        |
| військовий (передова авіабаза основної бази Бєльц) | Йосипівка                                                 | Друга світова війна           | Радянський Союз ( Українська РСР)                        |
| цивільний (основна база Бєльц)                     | Аеропорт Бєльці-Місто                                     | Післявоєнний період - 1980-ті | Радянський Союз ( Молдавська РСР) et Молдова             |
| цивільний (основна база Бєльц)                     | Міжнародний Аеропорт Бєльці-Лядовени                      | 1980-ті-сьогодні              | Радянський Союз ( Молдавська РСР) et Молдова             |

- Перший випробувальний аеродром був розташований у північній низині вздовж центрального/міського озера Бельц.
- Розташовані по інший бік Європейського маршруту E583/Магістральної траси М14, Міжнародний Аеропорт Бєльці-Лядовени розташований за 7,4 км від колишнього головного військового аеродрому, розташованого в Сінгуренах на північ від Бєльц.
- Аеропорт Бєльці-Місто був розташований у місті Бєльці, в його східній частині.
- Аеродроми Пирліца, Болдурешть, Семенівка, Маяки та Йосипівка були аеродромами підтримки головного військового аеродрому Бєльц у Сінгуренах.

15 травня 1947 року в Бєльцах на аеродромній базі в Сінгуренах була відкрита база цивільної авіаційної допомоги. З цього аеродрому виконувалися польоти для перевезення пошти і вантажів, а з 1948 року - для перевезення пасажирів, медичного персоналу в населені пункти, транспортування важкохворих до лікарень Кишинева, а також перевезення в сільському і лісовому господарстві.

### Аеропорт Бєльці-Місто
У 1954 році був введений в експлуатацію Бельцький аеропорт Бєльці-Місто на східній околиці міста (Бельцький міський аеропорт) з аеропортовими службами і почали приймати військові літаки Лі-2, переобладнані в цивільні, що дозволило здійснювати рейси до Львіва, Івано-Франківська та Чернівців.
З 1961 року аеропорт Бєльці-Місто почав приймати літаки Іл-14 для посадки і перевезення пасажирів на міжміських маршрутах у найвіддаленіші міста колишнього СРСР літаками Аерофлоту.
Аеропорт Бєльці-Місто існував у післявоєнний період до 2010 року, коли Уряд Молдови ухвалив рішення про передачу землі аеропорту Бєльці-Місто Вільній економічній зоні Бельці із зобов'язанням останньої побудувати об'єкти нерухомості в міжнародному аеропорту Бельці-Ледовені в обмін на нерухомість, отриману від аеропорту Бєльці-Місто.

### Міжнародний Аеропорт Бєльці-Лядовени
У 1989 році була введена в експлуатацію бетонна злітно-посадкова смуга новозбудованого міжнародного аеропорту Бельці-Ледовень, останнього аеропорту, побудованого в Молдові, що дозволило пасажирам з північної Молдови здійснювати регулярні рейси до 14 міст колишнього СРСР на таких літаках, як Let L-410 Turbolet, Ан-24, Ту-134, Ту-154, Іл-76. Площа аеропорту Бельці-Ледовені становить 148 га. Регулярні рейси в цьому аеропорту виконувалися до 1994 років. Нова злітно-посадкова смуга, побудована в 1987 році в міжнародному аеропорту Бельці-Ледовені, розташована на висоті 231 м над рівнем моря.
На початку 1990-х років міжнародні маршрути з Бельців включали Москву, Сочі, Сімферополь, але з 1994 року більшість регулярних рейсів з аеропорту були припинені через неофіційну директиву, що забороняла роботу міжнародних аеропортів в межах 150 км від Кишинева. Хоча на початку 2000-х років були заплановані регулярні рейси до Стамбула та Франкфурта-на-Майні, пасажирські та вантажні чартерні рейси продовжувалися в Бельцах, в тому числі до Стамбула, а також з різних аеропортів Німеччини та Австрії до 2015 року, коли Управління цивільної авіації Республіки Молдова відкликало експлуатаційний сертифікат міжнародного аеропорту Бельц.
Маючи дев'ять історичних злітно-посадкових смуг, розташованих у місті Бельці та його околицях, міжнародний аеропорт Бельці-Ледовені залишається сьогодні другим за величиною міжнародним аеропортом Молдови, хоча він і не експлуатується.